# Louise Cavenaile
Louise Cavenaile (Ukkel, 17 februari 1989) is een Belgisch voormalig hockeyspeelster. 

## Levensloop
Cavanaile begon haar hockeycarrière bij Uccle Sport. Als speelster van deze club ontving ze in 2005 de Gouden Stick in de categorie 'beloften meisjes'. Vervolgens was de verdedigster drie seizoenen actief bij KHC Dragons alvorens de overstap te maken naar Braxgata. Na een seizoen bij deze club ging ze aan de slag bij Waterloo Ducks. Met deze club werd ze in 2018 landskampioen op het veld en in 2019 in de zaal. In mei 2019 zette ze een punt achter haar spelerscarrière.
Daarnaast was ze actief bij het Belgisch team. Met de Red Panthers plaatste ze zich voor de Olympische Zomerspelen van 2012 en behaalde ze onder meer zilver op het Europees kampioenschap van 2017 te Amstelveen. In totaal verzamelde ze meer dan 200 caps.
Vervolgens ging ze aan de slag als coach van het outdoorteam van Royal Wellington THC en het indoorteam van de Waterloo Ducks. Met laatst genoemde club behaalde ze in 2020 de landstitel in het zaalhockey. In 2017 ging ze daarnaast aan de slag bij de KBHB als coach bij de jeugdreeksen en sinds 2019 is Cavenaile assistent-coach van de nationale zaalhockeyploeg.
Cavenaile is advocate van beroep. Tevens is ze werkzaam voor het BOIC.